# Костиљионе Салуцо (Кунео)
Костиљионе Салуцо (итал. Costiglione Saluzzo) је насеље у Италији у округу Кунео, региону Пијемонт.
Према процени из 2011. у насељу је живело 2681 становника. Насеље се налази на надморској висини од 457 м.